# 列巴幽蘭介
列巴幽蘭介（学名：Clithrocytheridea leibana）为荊花介科幽蘭介屬下的一个种。